# Miguel Álvarez-Fernández
Miguel Álvarez-Fernández (1979-) é uma artista sonoro, compositor, musicólogo, comissário de projectos de arte sonoro e produtor radiofónico nascido em Madri (Espanha).
Realizou estudos de composição no conservatorio de San Lorenzo de El Escorial, que depois ampliou na Alemanha (Darmstadt, Kürten, Berlim), e outros centros espanhóis. Entre 2002 e 2005 desfrutou de uma bolsa de criação na Residência de Estudantes de Madri. Seu trabalho como artista sonoro e compositor se apresentou em Espanha, França, Alemanha, Dinamarca, Itália e Estados Unidos.
Tem desenvolvido seu trabalho como compositor em diversos centros e laboratórios espanhóis (LIEM/CDMC, Medialab Madri, GME de Cuenca) e, desde 2005, trabalha como compositor convidado no Estudo de Música Electrónica]] da Universidade Técnica de Berlim, onde dá classes desde 2007.
Em 2004 obtém o Diploma de Estudos Avançados no Departamento de História da Arte e Musicología da Universidade de Oviedo, depois de finalizar a investigação "Voz e música electroacústica: uma proposta metodológica", que analisa certas conexões entre a estética musical dos novos meios e a filosofia da linguagem. Nesse ano começa a dar classes nesse mesmo departamento, enquanto inicia a preparação de uma tese doctoral que desenvolve a investigação estética sobre a voz e a tecnologia.
Suas investigações teóricas difundiram-se em diversas conferências, congressos e publicações. Também trabalha como organizador e comissário de projectos artísticos, como "Itinerarios do som", celebrado em diversos espaços públicos de Madri durante 2005.
Também tem desenvolvido diferentes projectos de composição electroacústica para cinema, entre os que destaca a elaboração, em 2007, da banda sonora do filme A Via Lactea, dirigida por Lina Chamie, e apresentada no Festival de Cannes e o Festival de San Sebastián, entre outros.
Desde 2008 dirige e apresenta o programa radiofónico semanal Ars Sonora, dedicado à arte sonora, a música electroacústica e a criação experimental em Rádio Clássica de Rádio Nacional de Espanha.

## Biografia
Começou seus estudos de piano e composição no conservatorio de San Lorenzo de El Escorial em 1988. Simultaneamente realizou seus estudos gerais no colégio e instituto públicos de Torrelodones, onde recebeu classes de, entre outros professores, o filósofo José Luis Pardo. Obteve sua licenciatura em Direito pela Universidade Complutense de Madri em 2002, ano no que recebe uma bolsa de criação na Residência de Estudantes, onde viveu durante três anos. Ali coincidiu com outros becarios como os escritores Mercedes Cebrián, Sandra Santana, Miriam Reis, Carmen Jodra, Chus Fernández, Mariano Peyrou e Andrés Barba, ou as artistas visuais Beatriz Barral e Irma Álvarez-Laviada, junto a numerosos cientistas e humanistas.
No ano 2000 assiste aos Cursos de Verão de Darmstadt, e no ano seguinte volta a Alemanha para participar no curso de composição dirigido por Karlheinz Stockhausen em Kürten. Os contactos com a música electroacústica, iniciados por Eduardo Armenteros no laboratório do conservatorio de O Escorial, e desenvolvidos entre 1997 e 2001 através do trabalho como tradutor, redactor e articulista de revistas como Future Music ou The Mix, conduzem às primeiras composições electrónicas (como a série "Estudos sobre armónicos", ou a polifonía de obras integrada por "Glissandi", "Némesis" e "Oscilaciones"). Também nesses anos desenvolve suas primeiras composições instrumentales, como "Esse seis não é um seis... é um zero apontando ao infinito" (para flauta, clarinete, piano, violín, violonchelo e electrónica ao vivo), que recebe o prêmio da Comunidade de Madri.
A partir de 1999 realiza estudos de canto gregoriano na Abadia benedictina da Santa Cruz do Vale dos Caídos. Pouco depois também começa a dar ali classes de linguagem e tecnologia musical aos meninos que fazem parte da escolanía do Vale dos Caídos, labor que continuará até 2002. O estudo do canto gregoriano propicia um interesse no fenómeno da voz humana que imediatamente se liga com a experiência do trabalho com meios electroacústicos, se gerando assim uma linha de trabalho compositivo e académico que seguirá desenvolvendo nos anos seguintes. Em 2003, e como projecto auspiciado pela Residência de Estudantes, tanto ali como no Museu Reina Sofía se apresenta a composição "As plagas", para recitadora e electrónica ao vivo, realizada em colaboração com Gregorio G. Karman e o poeta Sandra Santana, autora dos textos (extraídos de seu livro "Marcha pelo deserto") e recitadora em ambos concertos.
Dentro do XII Festival Ponto de Encontro, em 2003, trabalha como assistente do compositor Alvin Lucier nas instalações sonoras apresentadas em Madri e Albacete e como tradutor de suas conferências em ambas cidades. Este contacto com Lucier transformará as concepções musicais de Álvarez-Fernández. O trabalho como comissário e organizador de eventos musicais, que nesse mesmo ano segue desenvolvendo com o projecto "Um círculo de música" para o editorial Círculo de Leitores, continuará entre 2004 e 2005 com o projecto de arte público-sonoro "Itinerarios do som" (que delegacia em colaboração com María Bella), e em 2007 com o programa de oficinas e o concerto de música electroacústica "Som Aberto", celebrado na Universidade Técnica de Berlim e o Instituto Cervantes dessa mesma cidade, no contexto da Linux Audio Conference 2007.
Em 2004 começa a colaborar com o Departamento de História da Arte e Musicología da Universidade de Oviedo, onde tem dado as matérias "Últimas tendências da música" e "História da música IV (música contemporânea)". Em 2005 translada sua residência a Berlim, para trabalhar como compositor convidado no Estudo de Música Electrónica da Universidade Técnica de Berlim, instituição na que dá classes desde 2007.
Desde 2005 forma, junto a Stefan Kersten e Ásia Piascik, o grupo "DissoNoiSex", dedicado a explorar esteticamente as relações entre a sexualidad e a música, através de instalações sonoras como "Soundanism" ("Sonanismo") ou "Repressound".

## Catálogo de obras
- Music for three só performers (2007). Concerto-performance realizado em colaboração com Stefan Kersten e Ásia Piascik (DissoNoiSex).

- Repressound (2007). Instalação sonora interactiva realizada em colaboração com Stefan Kersten e Ásia Piascik (DissoNoiSex).

- Ricercare (2007). Instalação sonora interactiva realizada em colaboração com Stefan Kersten e Iftah Gabbai.

- A via láctea (2007). Música para o filme de Lina Chamie, estreada na Semaine Internationale de critique-a do Festival de Cannes 2007.

- Arquivo de resonancias (2006). Instalação sonora interactiva realizada em colaboração com Sandra Santana.

- Sonanismo (Soundanism) (2006). Instalação sonora interactiva realizada em colaboração com Stefan Kersten e Ásia Piascik (DissoNoiSex).

- Recital (É o verbo tão frágil) (2005). Performance realizada em colaboração com Sandra Santana.

- Representação (2005). Obra de concerto -exploração acústica- para tubista, actor, electrónica ao vivo, iluminadores e duas altavoces.

- Voyelles (2004). Obra radiofónica realizada em colaboração com Sandra Santana, produzida por José Iges.

- As plagas (2002-2003). Obra de concerto para recitadora, electrónica ao vivo e quatro altavoces, realizada em colaboração com Gregorio G. Karman e Sandra Santana.

- Glissandi-Némesis-Oscilaciones (2001-2002). Polifonía de obras para um número variable de altavoces (de 1 a 6).

- Tríptico (2001). Obra de concerto para duas altavoces e sistema de tradução simultânea.

- Esse seis não é um seis... é um zero apontando ao infinito (2001). Obra de concerto para flauta, clarinete, piano, violín, violonchelo e electrónica ao vivo.

- Estudos sobre armónicos (1999 - ). Série aberta de peças electroacústicas para duas altavoces.